# The Cows

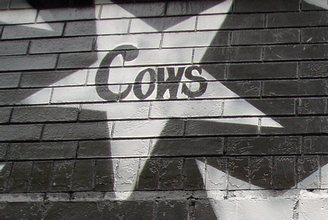
Bandets logo målad på sidan av nattklubben First Avenue i Minneapolis.

The Cows (oftast bara Cows) var en noiserock-grupp från Minneapolis, Minnesota. Gruppen skapades 1987 och upplöstes 1998. De var kända för sin unika mix av punkrock och blues, spelad med stor dos av noise; deras musikstil kan klassas som noiserock.

## Bandet live
Bandet var ökända för sina vilda liveshower. Sparkar på lyssnare på främsta raden, spottningar på scen, mikrofonstativet utkastat till publiken, matkastning på publiken, etcetera, var något som bandet kunde göra på scen.

## Medlemmar
- Shannon Selberg – sång, bygelhorn, trumpet, trombon (1987–1998)
- Kevin Rutmanis – bas (1987–1998)
- Thor Eisentrager – gitarr (1987–1998)
- Sandris Rutmanis – trummor (1987–1988)
- Tony Oliveri – trummor (1988–1990)
- Norm Rogers – trummor (1990–1995)
- Freddy Votel – trummor (1995–1998)

## Diskografi
Studioalbum
- Taint Pluribus Taint Unum (Treehouse Records 1987)
- Daddy Has a Tail (Amphetamine Reptile Records 1989)
- Effete & Impudent Snobs (Amphetamine Reptile Records 1990)
- Peacetika (Amphetamine Reptile Records 1991)
- Cunning Stunts (Amphetamine Reptile Records 1992)
- Sexy Pee Story (Amphetamine Reptile Records 1993)
- Orphan's Tragedy (Amphetamine Reptile Records 1994)
- Old Gold 1989-1991 (Amphetamine Reptile Records 1995)
- Whorn (Amphetamine Reptile Records 1996)
- Sorry in Pig Minor (Amphetamine Reptile Records 1998)

Singlar/EP
- Chow (1988)
- Slap Back (1990)
- Plowed (EP) (1992)
- Woman Inside (1992)
- Cow Island (1994)
- The Missing Letter Is You (EP) (1998)

Samlingsalbum
- Old Gold 1989-1991 (1995)
- Orpheus’ Travesty (1998)
- Stunning Cunts (2014)